# Крістін Пуденц
Крістін Пуденц (9 лютого 1993 , Герфорд, Північний Рейн-Вестфалія, Німеччина ) — німецька легкоатлет, що спеціалізується на метанні диска, срібна призерка Олімпійських ігор 2020 року.

## Кар'єра
| Рік                   | Змагання                        | Місце проведення      | Місце                 | Дисципліна            | Результат             | Примітки              |
| Представник Німеччина | Представник Німеччина           | Представник Німеччина | Представник Німеччина | Представник Німеччина | Представник Німеччина | Представник Німеччина |
| --------------------- | ------------------------------- | --------------------- | --------------------- | --------------------- | --------------------- | --------------------- |
| 2009                  | Юнацький олімпійський фестиваль | Тампере, Фінляндія    | 3                     | метання диска         | 44.71 м               |                       |
| 2013                  | Чемпіонат Європи серед молоді   | Тампере, Фінляндія    | 4                     | метання диска         | 55.31 м               |                       |
| 2015                  | Кубок Європи з метань (U23)     | Лейрія, Португалія    | 1                     | метання диска         | 56.62 м               |                       |
| 2015                  | Чемпіонат Європи серед молоді   | Таллінн, Естонія      | 3                     | метання диска         | 59.94 м               |                       |
| 2017                  | Кубок Європи з метань           | Лас-Пальмас, Іспанія  | 6                     | метання диска         | 57.77 м               |                       |
| 2017                  | Універсіада                     | Тайбей, Тайвань       | 1                     | метання диска         | 59.09 м               |                       |
| 2019                  | Чемпіонат світу                 | Доха, Катар           | 11                    | метання диска         | 57.69 м               |                       |
| 2021                  | Олімпійські ігри                | Токіо, Японія         | 2                     | метання диска         | 66.86 м               |                       |